# Through Storms Ahead
Through Storms Ahead – ósmy album studyjny amerykańskiej grupy As I Lay Dying, którego premierę wyznaczono na 15 listopada 2024 nakładem Nuclear Blast.

## Lista utworów
1. „Permanence”
2. „A Broken Reflection”
3. „Burden”
4. „We Are The Dead”
5. „Whitewashed Tomb”
6. „Through Storms Ahead”
7. „The Void Within”
8. „Strength To Survive”
9. „Gears That Never Stop”
10. „The Cave We Fear To Enter”
11. „Taken From Nothing”

## Twórcy
Skład zespołu
- Tim Lambesis – śpiew
- Phil Sgrosso – gitara elektryczna
- Ken Susi – gitara elektryczna
- Nick Pierce – perkusja
- Ryan Neff – gitara basowa, śpiew

Pozostali
- Alex Terrible (Slaughter To Prevail) – gościnnie śpiew w utworze „We Are The Dead”
- Tom Barber (Chelsea Grin) – gościnnie śpiew w utworze „We Are The Dead”

## Opis
W maju 2024 zaprezentowano teledysk do utworu „Burden”, w lipcu 2024 do piosenki „The Cave We Fear To Enter”, we wrześniu 2024 do „We Are The Dead” (z gościnnym udziałem wokalistów Alexa Terrible z Slaughter To Prevail i Toma Barbera Chelsea Grin), a w październiku 2024 do „Whitewashed Tomb”.
Tymczasem w drugiej połowie października 2024 w przeciągu kilku dni odejście ze składu AILD ogłosili muzycy Ryan Neff, Ken Susi i Nick Pierce, a także menedżer Alex Kendrick, natomiast mająca rozpocząć się 15 listopada 2024 europejska trasa koncertowa (z grupami Caliban, Decapitated i Ov Sulfur) została odwołana. 30 października 2024 odejście ze składu AILD ogłosił Phil Sgrosso, który jednocześnie wyraził swoje wsparcie dla trzech członków, którzy opuścili grupę tuż przed nim. 4 listopada do odejścia ww. osób odniósł się Tim Lambesis, który wyraził zrozumienie dla ich decyzji i wspomniał o „niezdrowym środowisku” panującym dotąd w zespole.
13 listopada 2024 opublikowano singel pt. „The Void Within”.